# باشگاه فوتبال آزد آلکمار
آزد آلکمار (به هلندی: Alkmaar Zaanstreek) باشگاه فوتبال هلندی است که در شهر آلکمار قرار دارد و هم‌اکنون در لیگ برتر فوتبال هلند یا اردیویسه بازی می‌کند. این تیم در سال ۱۹۶۷ تأسیس شد و در ابتدا نام این تیم AZ 67 بود اما در سال ۱۹۸۶ نام تیم به AZ تغییر کرد و تا کنون با همین نام است.
علیرضا جهانبخش هافبک تیم ملی ایران سه فصل در این تیم حضور داشت و در فصل ۲۰۱۸–۲۰۱۷ با ۲۱ گل زده با این تیم آقای گل لیگ هلند شد و به عنوان نخستین بازیکن ایرانی لقب گرفت که در اروپا آقای گل می‌شود.

## افتخارات
- دو بار قهرمانی لیگ برتر فوتبال هلند در فصل‌های ۱۹۸۰–۱۹۸۱ و ۲۰۰۸–۲۰۰۹
- فینالیست جام یوفا در سال ۱۹۸۱

## بازیکنان ایرانی
- علیرضا جهانبخش : (۱۸–۲۰۱۵)